# Odontobutidae
Odontobutidae é uma família de peixes da subordem Gobioidei.

## Species
Existem 20 espécies em seis géneros:
- Género Micropercops Fowler and Bean, 1920
  - Micropercops borealis Nichols, 1930.
  - Micropercops cinctus (Dabry de Thiersant, 1872).
  - Micropercops dabryi Fowler & Bean, 1920.
  - Micropercops swinhonis (Günther, 1873).
- Género Neodontobutis Chen, Kottelat and Wu, 2002
  - Neodontobutis aurarmus (Vidthayanon, 1995).
  - Neodontobutis hainanensis (Chen, 1985).
  - Neodontobutis macropectoralis (Mai, 1978).
  - Neodontobutis tonkinensis (Mai, 1978).
- Género Odontobutis Bleeker, 1874
  - Odontobutis haifengensis Chen, 1985.
  - Odontobutis hikimius Iwata & Sakai, 2002.
  - Odontobutis interrupta Iwata & Jeon, 1985.
  - Odontobutis obscura (Temminck & Schlegel, 1845).
  - Odontobutis platycephala Iwata & Jeon, 1985.
  - Odontobutis potamophila (Günther, 1861).
  - Odontobutis sinensis Wu, Chen & Chong, 2002.
  - Odontobutis yaluensis Wu, Wu & Xie, 1993.
- Género Perccottus Dybowski, 1877
  - Chinese sleeper, Perccottus glenii Dybowski, 1877.
- Género Sineleotris Herre, 1940
  - Sineleotris chalmersi (Nichols & Pope, 1927).
  - Sineleotris namxamensis Chen & Kottelat, 2001.
- Género Terateleotris Shibukawa, Iwata and Viravong, 2001
  - Terateleotris aspro (Kottelat, 1998).